# Re Coccodrillo
Re Coccodrillo, meglio specificato come Horo Coccodrillo, (fl. XXXII-XXXI secolo a.C.), è stato un sovrano dell'Alto Egitto appartenente ai sovrani di Nekhen..

## Biografia
Günther Dreyer sulla base di iscrizioni ritrovate, inserisce questo sovrano nella dinastia 0, "dinastia" creata dall'egittologo inglese James Edward Quibell e da Flinders Petrie.
Recenti ritrovamenti a  Tarkan, nel Delta, hanno riportato alla luce reperti con inseriti serekht indicanti i nomi di Coccodrillo e Scorpione.
Questi nomi indicherebbero sovrani contemporanei a quelli di Nekhen della Dinastia 0 ma regnanti sui piccoli regni del Delta.
Re Coccodrillo forse viveva nell'epoca in cui si formarono le prime istituzioni egizie, durante il periodo conosciuto come Naqada III.
Durante lo stesso periodo esistevano varie divisioni territoriali denominate sepat (nomo secondo la tradizione greca).
I nomoi alla fine diedero origine a poderosi regni: l'Alto Egitto, costituito da 22 nomoi, e il Basso Egitto, costituito da 20 nomoi. Ognuno di questi stati aveva un proprio governatore. Si succedettero tredici governatori in Tjeni, altro regno del Sud, pochi dei quali identificati con certezza.